# Wacker Neuson
Die Wacker Neuson SE (vormals Wacker Construction Equipment AG) mit Sitz in München ist ein börsennotierter Hersteller von Baugeräten und Kompaktmaschinen, insbesondere Verdichtungsgeräte und Kompaktbaumaschinen für die Beton- und Baustellentechnik.

## Geschichte

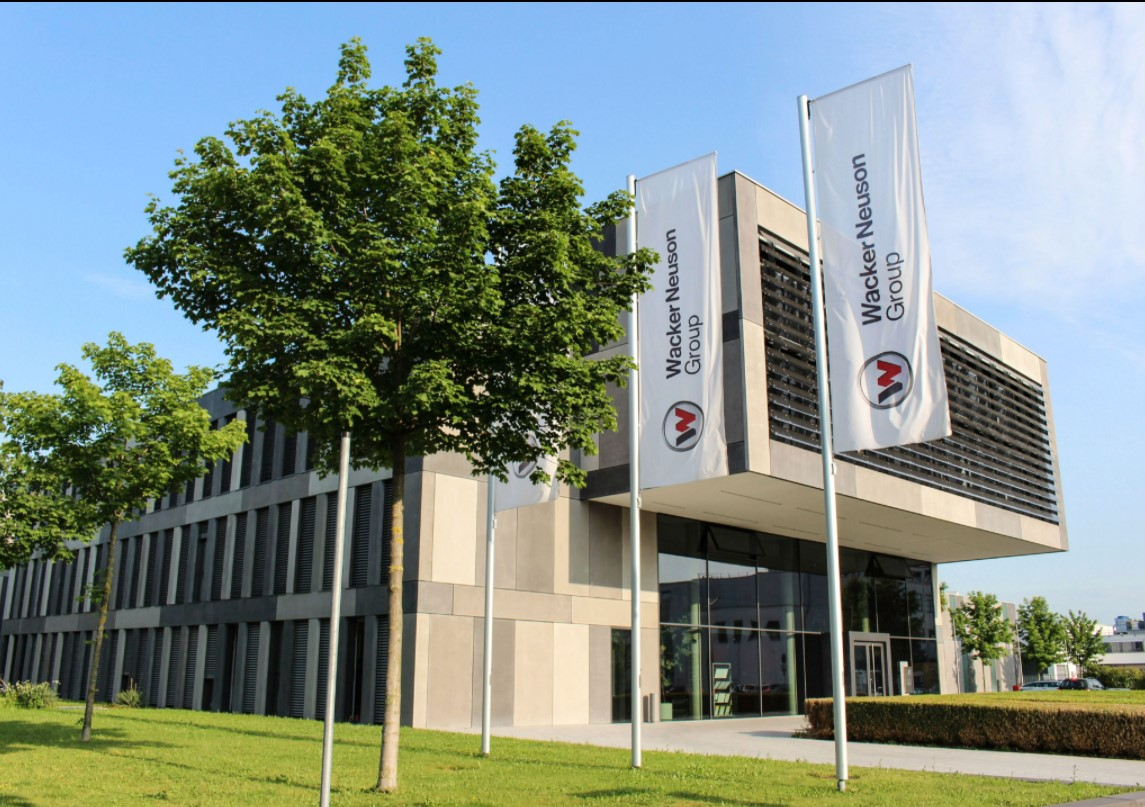
Konzernzentrale in München

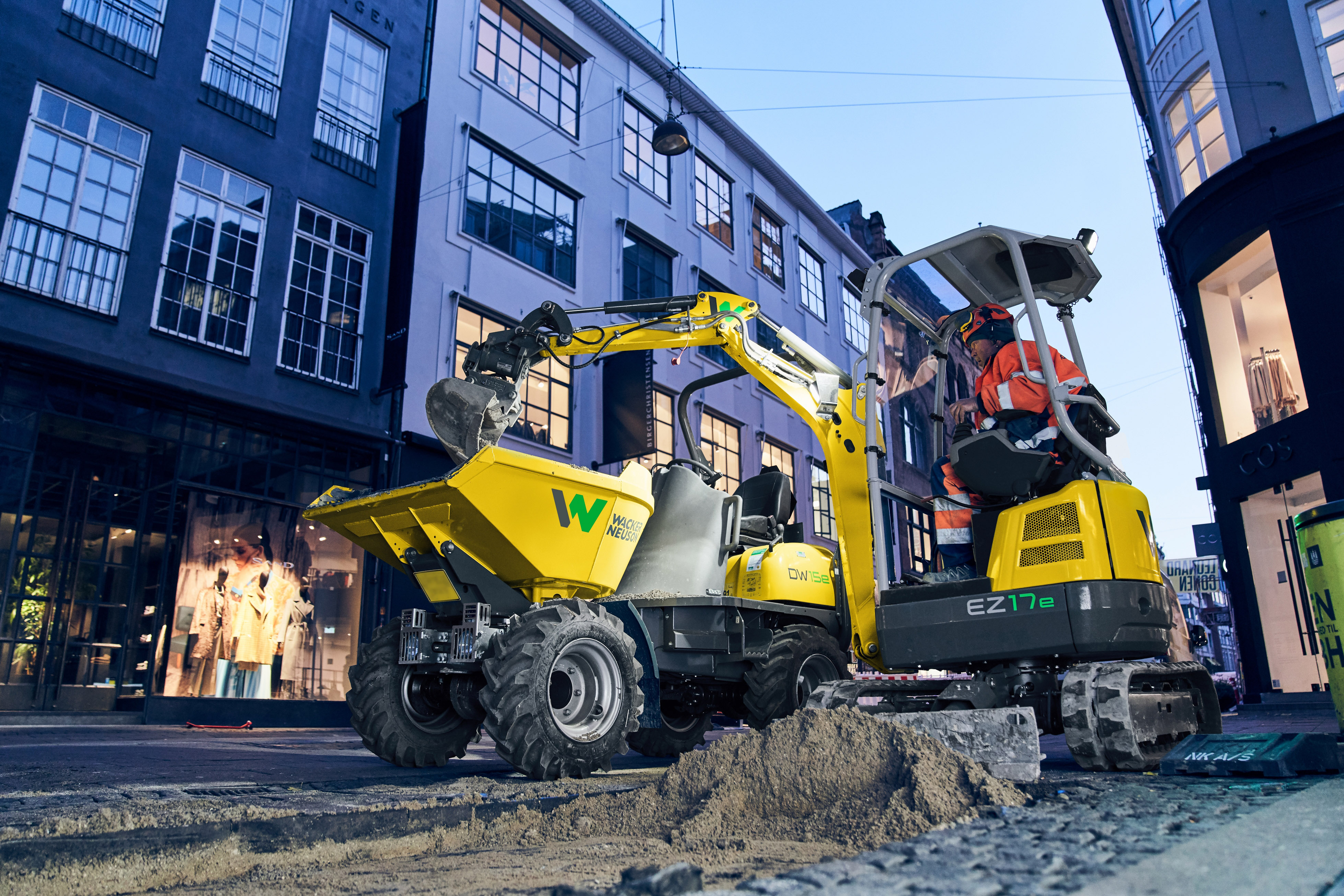
Wacker Neuson E-Maschinen im Einsatz

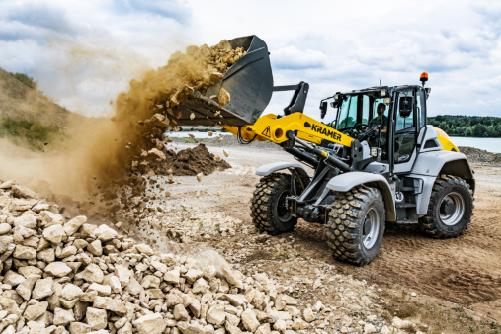
Kramer Radlader 8155 von Kramer mit typischem Allradantrieb

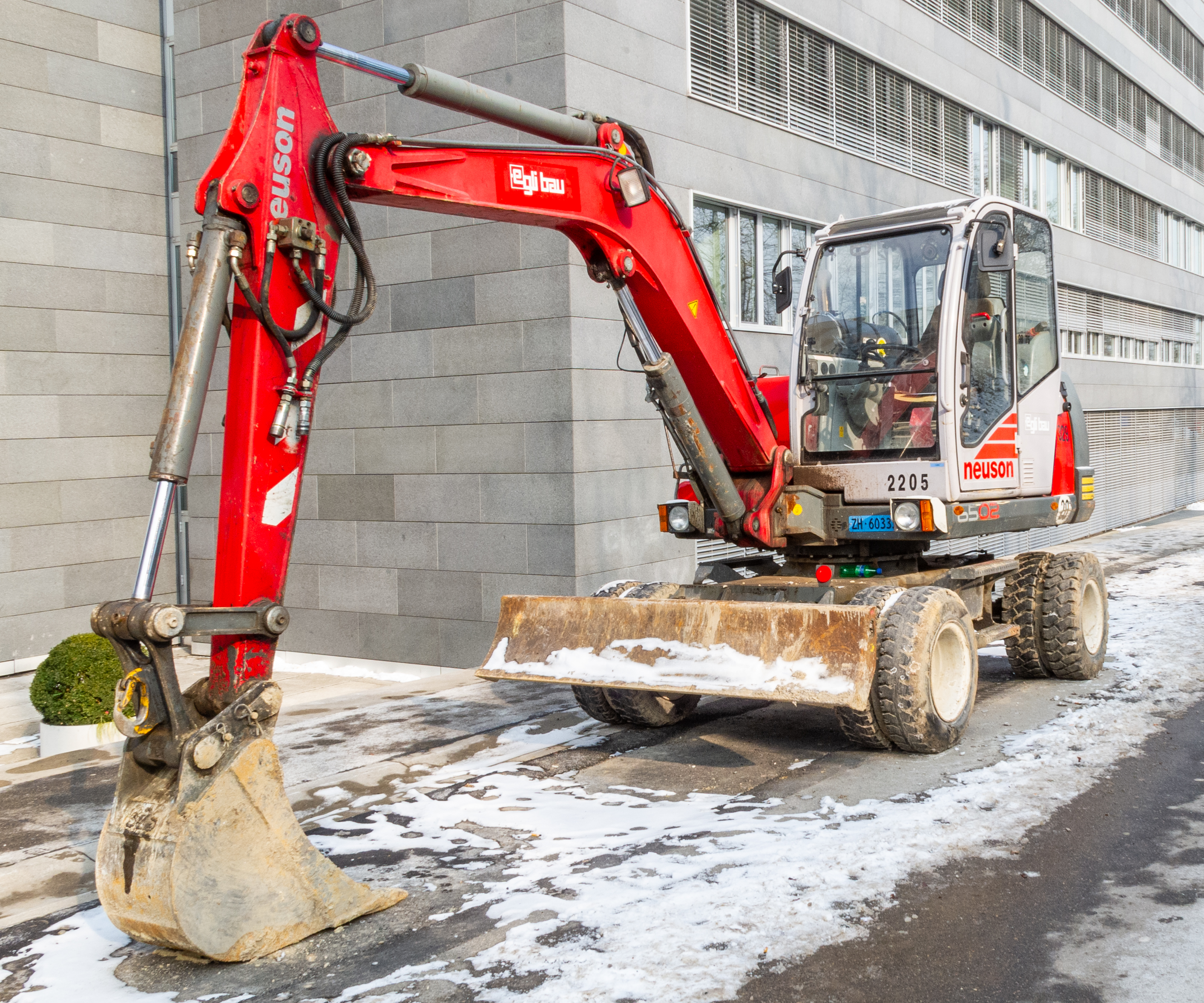
Neuson 6502 Hydraulikbagger

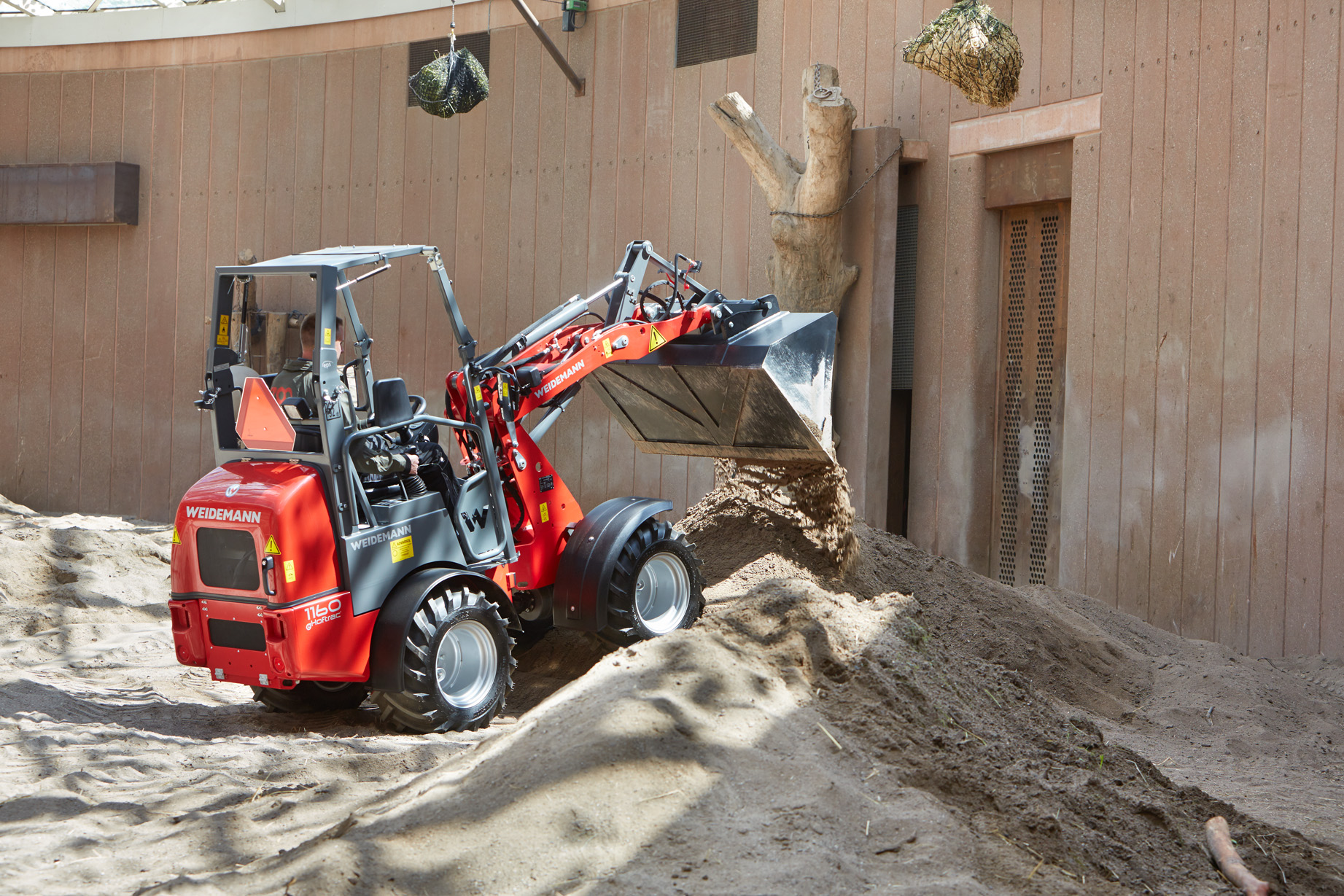
Weidemann eHoftrac

Im Jahr 1848 wurde das Unternehmen von Johann Christian Wacker als Schmiedewerkstatt unter dem Namen Wacker in Dresden gegründet und begann 1875 mit der industriellen Produktion. 1930 entwickelten die Ingenieure die Hochfrequenztechnik für Innenrüttler. Gleichzeitig wurde der erste elektrisch betriebene Stampfer als Innovation für die Beton- und Bodenverdichtung entwickelt und produziert. Noch vor dem Zweiten Weltkrieg baute das Unternehmen das Produktionsprogramm vor dem Hintergrund der Wirtschaft im Nationalsozialismus aus. Dieser Aufbau wurde durch den Totalverlust der Produktstätte in Dresden kurz vor Ende des Zweiten Weltkriegs unterbrochen.
1945 wurde die Geschäftstätigkeit in Kulmbach wieder aufgenommen und der Sitz des Unternehmens 1951 nach München verlegt. Die erste Auslandsgesellschaft wurde 1957 in Hartford (Wisconsin) (USA) gegründet; 1986 wurde diese nach Milwaukee verlagert, wo heute eine Produktionsstätte und ein Logistikzentrum angesiedelt sind. Nachfolgend erweiterte das Unternehmen seine internationale Präsenz und ist heute mit  Tochterunternehmen, eigenen Vertriebs- und Servicestationen sowie  Vertriebs- und Servicepartnern weltweit vertreten.
Die Umstrukturierung der Unternehmensgruppe von einer GmbH zur Wacker Construction Equipment AG erfolgte 2002. Bis 2005 entwickelte, produzierte und vertrieb Wacker nur kleine Baugeräte bis circa drei Tonnen in den Geschäftsfeldern Betontechnik, Boden- und Asphaltverdichtung, Aufbruchtechnik und Versorgungstechnik. Mit der Übernahme der Weidemann GmbH im Jahr 2005 erfolgte der Einstieg bei Kompaktbaumaschinen und in die Landwirtschaftsbranche. 2006 wurden die Drillfix AG (Schweiz) und Ground Heaters, Inc. (USA) erworben.
Am 15. Mai 2007 ging das Unternehmen an die Börse und ist im Prime Standard der Frankfurter Wertpapierbörse notiert. Im Herbst 2007 erfolgte die Aufnahme in den SDAX.
Am 31. Oktober 2007 wurde die Fusion mit der Neuson Kramer Baumaschinen AG (Linz, Österreich) vollzogen, einem Hersteller von Kompaktbaumaschinen, unter anderem Kompaktbagger, Radlader, Muldenkipper und Kompaktlader. Die Neuson Kramer Baumaschinen AG selbst war im Jahre 2000 durch Fusion der Neuson Baumaschinen GmbH mit der Kramer-Werke GmbH entstanden. Neuson war 1980 unter dem Namen Neuson Hydraulik GmbH mit Sitz in Linz gegründet worden und entwickelte zunächst Hydraulik-Minibagger. 1990 erfolgte die Gründung der Neuson Baumaschinen GmbH. 1998 wurde der Muldenkipperhersteller Lifton Ltd. (GB) zugekauft und 2004 Kompaktlader in die Produktpalette aufgenommen.
Im Februar 2009 erfolgte die Umfirmierung und Umwandlung der Wacker Construction Equipment AG in die heutige Wacker Neuson SE.
Zwischen 2011 und 2017 produzierte Wacker Neuson Minibagger in ihrem Werk in Hörsching für Caterpillar. Damit erhielt die österreichische Tochter 2015 die Auszeichnung Austria’s Leading Companies.
2017 startete die strategische Allianz zwischen Kramer und John Deere für den Vertrieb von Teleskop- und Radladern. Kramer Maschinen für die Landwirtschaft werden seitdem über das unabhängige Händlernetz von John Deere unter dem Markennamen und dem Design von Kramer vermarktet.
Im Jahr 2022 erwarb Wacker Neuson die spanische Enarco S.A., einen Hersteller leichter Baugeräte, der u. a. Betonverdichtung anbietet. Enarco produziert seine Geräte in Saragossa.

## Struktur
Seit Juni 2021 führt Karl Tragl das Unternehmen. Aufsichtsratschef ist Neuson-Gründer Hans Neunteufel.
Wacker Neuson hat seine Aktivitäten nach Regionen (Europa, Amerika und Asien-Pazifik) organisiert. Der Konzern ist in die Geschäftsbereiche Baugeräte (Light Equipment) bis zu einem Gewicht von ca. 3 Tonnen und Kompaktbaumaschinen (Compact Equipment) bis ca. 14 Tonnen sowie Dienstleistungen (Ersatzteile, Wartung, Reparatur) gegliedert.
Zu den Baugeräten gehören unter anderem Produkte aus der Beton- und Aufbruchtechnik, Verdichtungsgeräte und Beleuchtung. Der Bereich Compact Equipment liefert Bagger, Radlader, Teleskoplader, Kompaktlader und Dumper. Diese Maschinen werden unter anderem im Hoch-, Tief- und Straßenbau, in der Landwirtschaft, im Garten- und Landschaftsbau, in Kommunen sowie in Recycling- und Industriebetrieben eingesetzt. Der Konzern umfasst die drei Marken Wacker Neuson, Weidemann und Kramer sowie Tochtergesellschaften und Produktionswerke.

### Marken
Unter der Marke Wacker Neuson vertreibt der Konzern weltweit handgeführte Baugeräte wie Stampfer, Rüttelplatten, Hämmer, Schneidewerkzeuge, Innen- und Außenrüttler sowie Baustellentechnik und Kompaktbaumaschinen wie Kompaktbagger, Radlader, Dumper und Kompaktlader.
Unter der Marke Kramer werden allradgelenkte Radlader, Teleradlader und Teleskoplader vertrieben.
Die Marke Weidemann produziert in erster Linie Maschinen wie Hoflader, knickgelenkte Radlader und Teleskoplader für die Landwirtschaft.

### Aktionärsstruktur
Stand 31. Dezember 2019
- 58,0 % Aktienkonsortium Familie Wacker und Neunteufel
- 42,0 % Streubesitz

## Belege
1. 1 2  Geschäftsbericht 2022. (PDF) Abgerufen am 30. März 2023.
2. ↑  WACKER übernimmt die WEIDEMANN-Gruppe
3. ↑  Akquisitionen zur Fortsetzung des Wachstums
4. ↑  Wacker Purchases Ground Heaters
5. ↑  Handelsblatt vom 24. Juni 2010: Wacker Neuson baut Minibagger für Caterpillar
6. ↑  Caterpillar to Design and Manufacture Full Line of Mini Excavators as Alliance with Wacker Neuson Is Phased Out. 13. September 2016, abgerufen am 9. Januar 2022.
7. ↑  ALC 2015: Wacker Neuson Linz ist Österreichs Top-Big Player (Memento vom 12. Februar 2016 im Internet Archive) im Wirtschaftsblatt vom 24. November 2015, abgerufen am 28. August 2016.
8. ↑  AGRARTECHNIK Markus Messerer: John Deere und Kramer gehen strategische Allianz ein. 6. Juli 2017, abgerufen am 14. Januar 2021.
9. ↑  Pressemeldung "Enar nun offiziell Teil der Wacker Neuson Group". 2. Juni 2022, abgerufen am 5. Juli 2022.
10. ↑  Wacker Neuson SE: Aktuelle Aktionärsstruktur. Abgerufen am 1. November 2020.